# Grande Prêmio da África do Sul de 1981
O Grande Prêmio da África do Sul de Fórmula Livre foi realizado em Kyalami em 7 de fevereiro de 1981 e foi vencido pelo argentino Carlos Reutemann, da Williams-Ford. Esta prova foi excluída do mundial de Fórmula 1 por questões regulamentares.

## Resumo
A corrida foi originalmente programada para ser a ronda de abertura do Campeonato Mundial de Fórmula 1 da FIA em 1981. No entanto, a guerra entre a Federação Internacional de Automobilismo Esportivo (FISA) e a Associação de Construtores de Fórmula 1 (FOCA) fez com que a FISA insistisse numa mudança de data que não era benquista para a FOCA, organizadora da corrida. Para solucionar o impasse, os litigantes concordaram com a realização do evento na data prevista, mas como uma corrida de "Fórmula Livre" e não uma etapa do mundial de pilotos e construtores. Entretanto compareceram à pista de Kyalami apenas os times alinhados à FOCA, pois as equipes de fábrica (Alfa Romeo, Ferrari, Ligier e Renault) e a italiana Osella alinharam-se à FISA. As onze equipes presentes à África do Sul vieram equipadas com saias laterais deslizantes, dispositivos aerodinâmicos que eram ilegais na Fórmula 1 para 1981, mas aceitáveis sob os regulamentos da Formula Livre. Em razão dos fatos anteriormente descritos, somente carros equipados com o motor Ford Cosworth foram à pista e assim Nelson Piquet levou sua Brabham à pole position.
Largando sob chuva o brasileiro Nelson Piquet liderou a prova durante trinta voltas enquanto Carlos Reutemann e Alan Jones foram superados por Elio de Angelis, John Watson e Nigel Mansell que lutavam entre si por posições. Com o transcorrer da prova o australiano da Williams ascendeu ao segundo lugar, mas foi aos boxes para a troca de pneus no décimo oitavo giro, decisão tomada pelo brasileiro após trinta voltas. Na volta à pista Reutemann, que largou com pneus para pista seca, estava à frente de Watson e Ricardo Zunino, todavia os mesmos foram ultrapassados graças a uma reação de Piquet, embora o seu arranque não o tenha feito voltar à liderança. Ao final o pódio foi composto por Carlos Reutemann, Nelson Piquet e Elio de Angelis.
Devido às controvérsias já expostas, a FISA não homologou o resultado desta corrida impedindo a soma de seus pontos para o campeonato mundial de 1981 e uma nova prova sul-africana a ser realizada em 10 de outubro, foi cancelada. Para substituí-la inseriram no calendário o Grande Prêmio de Caesars Palace como última etapa do certame e nela decidiu-se a temporada. Sob uma perspectiva matemática, caso o resultado do Grande Prêmio da África do Sul fosse homologado, o título mundial seria do argentino Carlos Reutemann por dois pontos (58 a 56) de vantagem sobre Nelson Piquet. Entretanto como a prova sul-africana foi de "Fórmula Livre" e não de Fórmula 1, há quem defenda que os resultados de Kyalami seriam inválidos de antemão e não influiriam no resultado final do campeonato.

## Classificação

### Treinos
| Pos.    | Nº. | Piloto            | Construtor      | Q1      | Q2      | Dif.   |
| ------- | --- | ----------------- | --------------- | ------- | ------- | ------ |
| 1       | 5   | Nelson Piquet     | Brabham-Ford    | 1:12.94 | 1:12.78 | —      |
| 2       | 2   | Carlos Reutemann  | Williams-Ford   | 1:12.98 | —       | + 0.20 |
| 3       | 1   | Alan Jones        | Williams-Ford   | 1:13.78 | 1:13.28 | + 0.50 |
| 4       | 20  | Keke Rosberg      | Fittipaldi-Ford | 1:14.45 | 1:13.29 | + 0.51 |
| 5       | 11  | Elio de Angelis   | Lotus-Ford      | 1:14.00 | 1:13.47 | + 0.69 |
| 6       | 29  | Riccardo Patrese  | Arrows-Ford     | 1:15.03 | 1:14.07 | + 1.29 |
| 7       | 6   | Ricardo Zunino    | Brabham-Ford    | 1:14.71 | 1:14.35 | + 1.57 |
| 8       | 12  | Nigel Mansell     | Lotus-Ford      | 1:14.38 | 1:14.48 | + 1.60 |
| 9       | 8   | Andrea de Cesaris | McLaren-Ford    | 1:14.91 | 1:14.39 | + 1.61 |
| 10      | 9   | Jan Lammers       | ATS-Ford        | 1:14.93 | 1:14.85 | + 2.07 |
| 11      | 30  | Siegfried Stohr   | Arrows-Ford     | 1:16.16 | 1:14.93 | + 2.15 |
| 12      | 3   | Eddie Cheever     | Tyrrell-Ford    | 1:14.95 | 1:15.32 | + 2.17 |
| 13      | 21  | Chico Serra       | Fittipaldi-Ford | 1:15.06 | —       | + 2.28 |
| 14      | 14  | Marc Surer        | Ensign-Ford     | 1:15.63 | 1:15.18 | + 2.40 |
| 15      | 7   | John Watson       | McLaren-Ford    | 1:15.25 | 1:15.85 | + 2.47 |
| 16      | 4   | Desiré Wilson     | Tyrrell-Ford    | 1:15.56 | 1:16.22 | + 2.78 |
| 17      | 17  | Derek Daly        | March-Ford      | 1:16.80 | —       | + 4.02 |
| 18      | 33  | Geoff Lees        | Theodore-Ford   | 1:17.39 | 1:17.08 | + 4.30 |
| 19      | 18  | Eliseo Salazar    | March-Ford      | —       | —       | —      |
| Fontes: |     |                   |                 |         |         |        |

### Corrida
| 1       | 2  | Carlos Reutemann  | Williams-Ford   | 77 | 1.44:54.03 |
| 2       | 5  | Nelson Piquet     | Brabham-Ford    | 77 | + 20.20    |
| 3       | 11 | Elio de Angelis   | Lotus-Ford      | 77 | + 1:06.03  |
| 4       | 20 | Keke Rosberg      | Fittipaldi-Ford | 76 | + 1 volta  |
| 5       | 7  | John Watson       | McLaren-Ford    | 76 | + 1 volta  |
| 6       | 29 | Riccardo Patrese  | Arrows-Ford     | 76 | + 1 volta  |
| 7       | 3  | Eddie Cheever     | Tyrrell-Ford    | 76 | + 1 volta  |
| 8       | 6  | Ricardo Zunino    | Brabham-Ford    | 75 | + 2 voltas |
| 9       | 21 | Chico Serra       | Fittipaldi-Ford | 75 | + 2 voltas |
| 10      | 12 | Nigel Mansell     | Lotus-Ford      | 74 | + 3 voltas |
| 11      | 17 | Derek Daly        | March-Ford      | 74 | + 3 voltas |
| Ret     | 1  | Alan Jones        | Williams-Ford   | 62 | Saia       |
| Ret     | 14 | Marc Surer        | Ensign-Ford     | 58 | Bateria    |
| Ret     | 8  | Andrea de Cesaris | McLaren-Ford    | 54 | Acidente   |
| Ret     | 4  | Desiré Wilson     | Tyrrell-Ford    | 51 | Acidente   |
| Ret     | 18 | Eliseo Salazar    | March-Ford      | 32 | Câmbio     |
| Ret     | 9  | Jan Lammers       | ATS-Ford        | 16 | Freios     |
| Ret     | 30 | Siegfried Stohr   | Arrows-Ford     | 12 | Motor      |
| Ret     | 33 | Geoff Lees        | Theodore-Ford   | 11 | Acidente   |
| Fontes: |    |                   |                 |    |            |